# پریت توبال
پریت توبال (استونیایی: Priit Toobal؛ زادهٔ ۱ نوامبر ۱۹۸۳)  سیاستمدار و نماینده مجلس اهل استونی بود.